# Bow (New Hampshire)
Bow – miasto w Stanach Zjednoczonych, w stanie New Hampshire, w hrabstwie Merrimack.